# Портнягино (Промишленнівський округ)
Портня́гино (рос. Портнягино) — присілок у складі Промишленнівського округу Кемеровської області, Росія.

## Населення
Населення — 220 осіб (2010; 257 у 2002).
Національний склад (станом на 2002 рік):
- росіяни — 85 %